# Schweizerhäuschen (Leipzig)

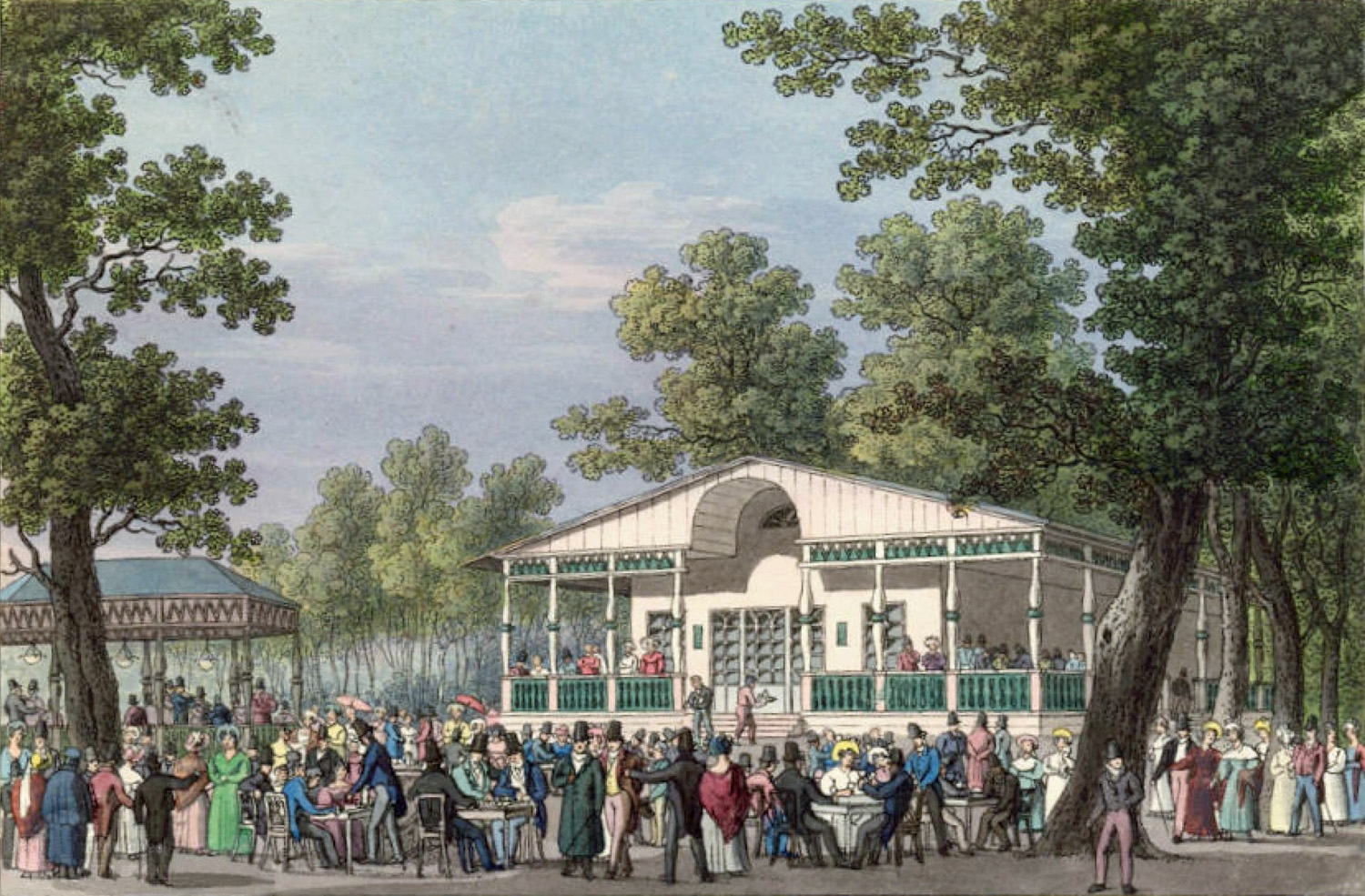
Das Café Schweizerhäuschen um 1840

Das Schweizerhäuschen war ein im Leipziger Rosental gelegenes Café.

## Geschichte

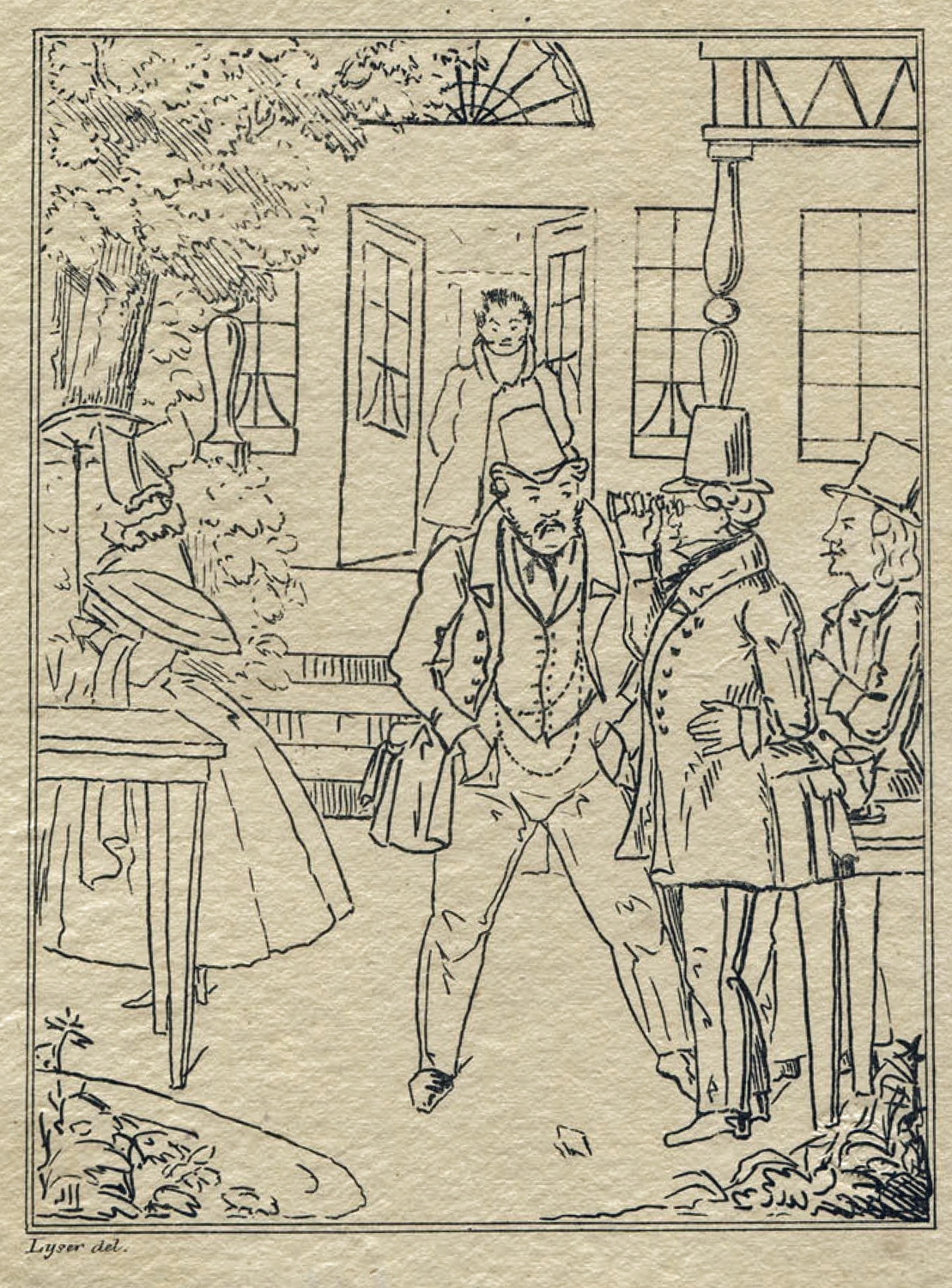
Der Erbauer und erste Wirt des Schweizerhäuschens G. Kintschy (m.) mit Herloßsohn und Axenfeld auf einer Karikatur von Johann Peter Lyser

### Das Café
Im Jahr 1777 hatte der Historiker Johann Gottlob Böhme, der Besitzer des Gohliser Schlösschens, vom Leipziger Rosentaltor aus entlang der Pleiße durch das Rosental einen Spazierweg nach Gohlis anlegen lassen.
Nachdem an diesem Weg 1782 bereits eine Eisbude entstanden war („Zur Kalten Madame“), eröffnete 1824 der aus Davos stammende Zuckerbäcker Georg Kintschy (1794–1876) etwas nördlicher auf der anderen Seite des Weges die Konditorei „Schweizerhäuschen“. In Holzbauweise errichtet, enthielt der Bau einen Saal, zwei kleine Gesellschaftszimmer und eine nach hinten gerichtete Küche. Es gab eine Veranda, einen Musikpavillon und zahlreiche Freisitze. Bald wurde die Lokalität „berühmt für Süßigkeiten wie Windbeutel, Pfannkuchen, Napoleonkuchen sowie besonders ausgezeichnete Liköre und Grog. Das Kaffeemusik-Orchester war die Hauptattraktion für Jung und Alt“.
„Bei Kintschy“, wie das Café auch genannt wurde, verkehrten Dichter, Maler, Musiker und Verleger, so dass sich der Ort, zumindest im Sommer, zu einem kulturellen Zentrum entwickelte. Hier konnte man Karl Herloßsohn, Ludwig Bechstein, Heinrich Marschner, Albert Lortzing, Gustav Theodor Fechner oder Heinrich Laube treffen und später auch Friedrich Nietzsche. Im Musikpavillon soll die erste öffentliche Aufführung einer Komposition von Richard Wagner stattgefunden haben, vermutlich die Arie mit der Nummer 3 im WWV.

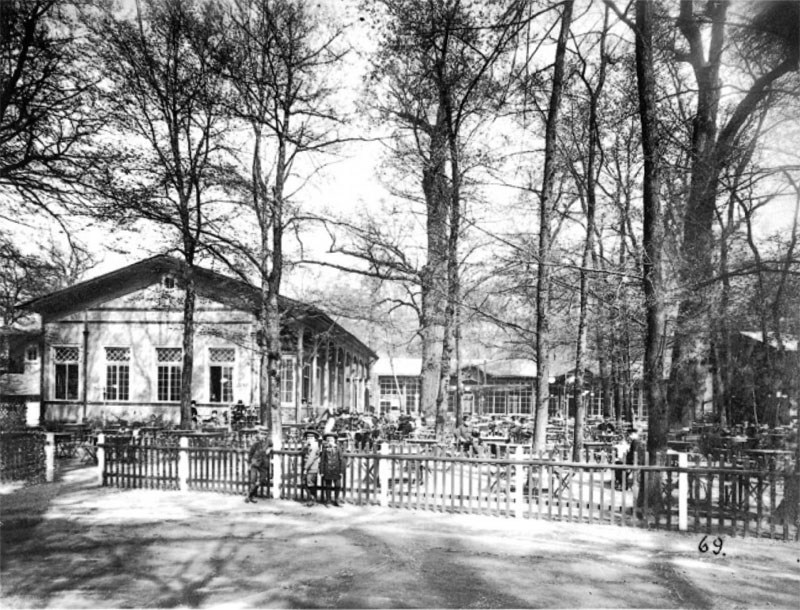
Das Schweizerhäuschen um 1885

Theodor Fontane beschreibt in seinem Buch Von Zwanzig bis Dreißig einen Besuch am Schweizerhäuschen während seines Leipziger Jahres 1841/42 in der Adler-Apotheke so:
„Um sechs rüsteten wir uns, um in der Elster oder Pleiße – ich glaube, es war ziemlich genau die Stelle, wo Poniatowski ertrunken war – ein Schwimmbad zu nehmen, und eine Stunde später ging es in das ‚Rosental‘, an dessen Eingang wir uns, weil jeder seine Lieblingsstelle hatte, zu trennen pflegten. Es gab damals zwei Hauptlokale, vielleicht existieren sie unter gleichem Namen noch: Bonorand und Kintschy. Ich hielt es mit Kintschy. Zu so früher Stunde waren noch kaum Gäste da, und der ganze reizende Platz gehörte mir. Ein auf Holzpfeilern ruhendes, weit vorspringendes Dach überdeckte eine Veranda mit einem vorgelegenen Kiesweg, den von der anderen Seite her die großen alten Bäume überschatteten. In allen Zweigen war ein Jubilieren, und kaum, daß mein Frühstück erschien, so hüpften auch schon die Spatzen auf meinem Tisch umher. Es war so reizend, daß ich selbst das Journallesen vergaß, womit ich damals meine Zeit nur allzugern vertrödelte.“
Anlässlich eines Besitzerwechsels wurde das Schweizerhäuschen in den Jahren 1844/45 erneuert.

### Folgeeinrichtungen
1927 dehnte sich der Leipziger Zoo nach Westen aus. Der Weg nach Gohlis wurde in den Zoo integriert, und das Schweizerhäuschen nahm fortan Vogelkäfige und Ähnliches auf. 1969 wurde im Schweizerhäuschen die Zoo-Schule eingerichtet, in der Schulklassen Teile ihres Biologieunterrichts absolvierten. Auf diese Weise blieb der für einen Zoo ungeeignete Bau als einziges Leipziger Ausflugslokal aus der Zeit des Biedermeier erhalten.
2001 wurde das Gebäude abgetragen und unter Berücksichtigung historischer Details bei Anwendung heutiger Bauvorschriften, denen das Gebäude nicht mehr Genüge tat, vom Architekten Adalbert Haberbeck originalgetreu wieder aufgebaut. Es beherbergt jetzt die Gaststätte „Hacienda Las Casas“ als erstes Objekt des Südamerika-Bereichs, des letzten Bereichs beim Ausbau des Leipziger Zoos.